# 레드 룸스
《레드 룸스》(프랑스어: Les chambres rouges, 영어: Red Rooms)는 2023년 캐나다의 심리 스릴러 영화이다. 파스칼 플랑트 감독이 연출했고, 쥘리에트 가리에피가 출연했다.
이 영화는 2023년 7월 4일 제57회 카를로비바리 국제 영화제에서 초연되었고, 2023년 판타지아 영화제의 개막작으로 캐나다에서 초연되었다. 2023년 8월 11일 캐나다에서 극장 개봉되어 비평가들의 호평을 받았다.

## 줄거리
몬트리올에서 패션 모델 켈리-앤은 '레드 룸'이라는 다크 웹 채팅방에서 10대 소녀 3명을 살해하는 영상을 생중계한 혐의로 재판을 받는 루도빅 슈발리에의 재판에 참석한다. 이 사건은 언론의 큰 주목을 받고, 슈발리에를 지지하는 팬들까지 나타난다. FBI가 캐나다 당국에 2개의 스너프 필름을 넘겼지만, 살인자가 복면을 쓰고 있어 슈발리에의 신원에는 의문이 제기된다. 하지만 피해자들의 시신이 슈발리에의 뒷마당에 묻혀 있는 등 그에게 불리한 증거들이 있었다.
켈리-앤은 슈발리에의 열렬한 팬인 클레멘틴과 가까워진다. 클레멘틴은 재판에 참석하기 위해 몬트리올까지 히치하이킹으로 왔으며, 자금이 부족해 노숙자 쉼터에서 지내고 있었다. 켈리-앤은 클레멘틴을 자신의 집으로 초대하고, 두 사람은 사건에 대한 관심을 공유하며 친밀해진다. 클레멘틴은 슈발리에의 결백을 주장하는 반면, 켈리-앤은 대화 중에 과묵한 태도를 유지한다.
켈리-앤은 자신의 주된 수입원이 온라인 도박이며, 직접 AI 프로그램 '기네비어'를 만들 정도로 컴퓨터 기술에 능숙하다고 밝힌다. 클레멘틴 몰래 켈리-앤은 슈발리에의 가장 어린 피해자인 카밀 보리외의 어머니 프랑신 보리외를 사이버 스토킹하기 시작한다.
법정에서 슈발리에의 스너프 필름 2개가 상영되는 날, 피해자 가족들을 제외한 모든 사람들은 법정에서 퇴장한다. 클레멘틴은 슈발리에의 무죄를 증명할 수 있는 영상들을 보지 못하게 되어 실망하지만, 켈리-앤은 이미 다크 웹을 통해 영상을 봤으며, 그 안에 슈발리에가 살인범임을 증명하는 증거가 있다고 밝힌다. 두 사람은 켈리-앤의 집에서 함께 영상을 보고, 켈리-앤은 복면을 쓴 살인자의 푸른 눈과 특이한 걸음걸이가 슈발리에와 같다는 것을 지적한다. 클레멘틴은 영상의 잔혹함과 슈발리에의 유죄가 드러나자 눈물을 흘린다. 켈리-앤의 사건에 대한 집착 이유를 묻자 켈리-앤은 답하지 못한다. 불안해진 클레멘틴은 재판을 포기하고 집으로 돌아가기로 한다.
슈발리에의 생일날, 켈리-앤은 카밀이 살해당할 때 입었던 교복과 똑같은 디자인의 옷을 입고, 가발과 컬러 콘택트렌즈로 카밀과 비슷하게 꾸며 법정에 나타난다. 켈리-앤은 법정에서 강제로 쫓겨나고, 평소에는 가만히 있던 슈발리에가 그녀에게 손을 흔든다. 이 사건으로 인해 켈리-앤은 모델 에이전시에서 해고당한다.
켈리-앤은 다크 웹에서 카밀의 스너프 비디오를 가지고 경매를 계획하는 해커와 접촉한다. 켈리-앤은 자신의 신원을 증명하고 경매에 참여할 자격을 얻는다. 경매 금액이 자신이 감당할 수 있는 수준을 넘어서지만, 마지막 순간에 포커 게임에서 승리하여 그 돈으로 스너프 필름을 얻는다. 영상을 본 켈리-앤은 희열을 느끼고, 자신의 행동이 기네비어를 통해 감시되고 있다는 의심을 품고 AI를 파괴한다.
그날 밤, 켈리-앤은 다크 웹에서 얻은 정보를 이용해 프랑신 보리외의 집에 침입한다. 카밀의 교복을 입고 그녀의 방에서 셀카를 찍은 후, 스너프 필름이 담긴 USB를 프랑신의 침실에 두고 떠난다.
얼마 후, 뉴스에서 프랑신이 USB를 경찰에 제출했다는 소식이 보도된다. 카밀의 스너프 필름에는 슈발리에가 살인범임을 명확하게 보여주는 영상이 담겨 있었고, 그는 유죄를 인정하며 재판은 종결된다. 집으로 돌아온 클레멘틴은 언론과의 인터뷰에서 자신을 "전직 그룹피"라고 칭하며 슈발리에를 지지했던 것을 후회하고 그의 피해자들만을 생각한다고 말한다.

## 출연진
- 쥘리에트 가리에피 - 켈리앤
- 로리 바뱅 - 클레망틴
- 엘리자베트 로카 - 프랑신 볼리외
- 맥스웰 매케이브로코스 - 뤼도비크 슈발리에
- 나탈리 타누
- 피에르 샤뇽
- 기 토베트 - 마르셀 고드부 판사